# 杭迫柏樹
杭迫柏樹（くいせこ はくじゅ、本名：杭迫晴司（くいせこ せいじ）、1934年6月28日 - ）は京都在住の日本の書道家。王羲之書法を基礎として、宋代（尺牘）・空海（灌頂記）の書を研鑽し、独自の世界を展開している。

## 書風
師の村上三島が温潤流麗な草書連綿体を得意としたのに対し、柏樹は洒落っ気のない朴訥な線への憧憬を持ち続けている。大学在学中と卒業後しばらくは、宋代の蘇軾や草書草創期の『平復帖』などに傾倒し、文字の新鮮な生命力、簡素な美しさに魅せられた。その時期の体験が現在に至る柏樹の書風に大きな影響を与えている。柏樹の短く鋭い線は、打楽器的な響きと間を生み出し、墨痕と余白の対比に気韻がある。

## 略歴
- 昭和9年（1934年）静岡県周智郡森町に生まれる。

森小、森中を経て
- 昭和28年（1953年）森高校（現:遠江総合高校）卒業、京都学芸大学（現:京都教育大学）美術科（書道専攻）入学。
- 昭和32年（1957年）大学卒業。以後京都に定住する。
- 昭和37年（1962年）村上三島に師事し、同年日展初入選。
- 昭和50年（1975年）日本書芸院大賞受賞。
- 昭和55年（1980年）京展賞受賞。
- 昭和57年（1983年）日展特選受賞。
- 昭和63年（1988年）日展特選受賞。
- 平成14年（2002年）「酒国長春有り（しゅこくちょうしゅんあり）」で日展会員賞受賞。
- 平成17年（2005年）「一葉（いちよう）」で日展内閣総理大臣賞受賞。
- 平成20年（2008年）「送茶（ちゃをおくる）」で日本芸術院賞を受賞。
- 平成21年（2009年）母校の遠江総合高校にて記念書を披露する。
- 平成22年（2010年）京都府文化賞・功労賞受賞。
- 平成24年（2012年）京都市文化功労者顕彰。
- 平成25年（2013年）京都新聞大賞(文化学術部門)受賞。
- 平成28年（2016年）「書　杭迫柏樹の世界」展を、京都文化博物館の2000平米の大会場にて開催。
- 平成29年（2017年）「書　杭迫柏樹の世界　展」- 生きる力が湧いてくる - を、鶴屋百貨店鶴屋ホール（熊本市）にて開催。
- 令和元年（2019年）「巨匠　杭迫柏樹書展」を、袋井市総合センターにて開催。
- 令和3年（2021年）京都府文化賞・特別功労賞受賞。
- 令和3年（2021年）旭日小綬章受章[1]。
- 令和4年（2022年）静岡県森町名誉町民に選定
- 令和4年（2022年）「米寿記念　杭迫柏樹の世界展」を鶴屋百貨店鶴屋ホール（熊本市）にて開催。
- 令和5年（2023年）文化庁京都移転を記念して石碑建立。
- 令和5年（2023年）森町名誉町民第1号杭迫柏樹寄贈作品展・記念講演を森町文化会館（静岡県森町）で開催。
- 令和6年（2024年）「卒寿記念　杭迫柏樹展」を京都文化博物館（京都市）にて開催。
- 令和7年（2024年）「杭迫柏樹書法芸術展」を中国・合肥の安徽省美術館にて開催。

## 主な役職
書道関係
- （公社）日展名誉・特別会員(元常務理事)
- （公社）日本書芸院名誉顧問
- （公社）全日本書道連盟顧問
- （公財）全国書美術振興会顧問
- 日本書道文化協会顧問
- 読売書法会顧問
- 興朋会会長
- 京都書作家協会顧問
- 現創会顧問
- 北斗会主宰
- 南京林業大学芸術設計学院兼職教授
- 巣湖学院客座教授
- 「蘭亭書会」東京研究院名誉顧問

その他
- （公財）京都文化財団評議員
- 日本中国文化交流協会常任理事
- 霊山歴史館運営委員
- 京都大学ELP講師
- 中日竹木文化科学研究所・博物館最高顧問
- 和安国際児童学校名誉校長

## 主な著書
- 『王羲之書法字典』（二玄社　1987年）
- 『書学体系-王羲之　蘭亭序』（同朋舎　1984年）
- 『中国法書選・法書ガイド』（二玄社　1988年）
- 『実作する古典-宋詩』（同朋舎　1992年）
- 『暮らしの中の書』（NHK出版　2001年）
- 『プロに学ぶ書の楽しみ方』（淡交社　2003年）
- 『想いを送る年賀状』（二玄社　2005年）
- 『書　こころの風景』（杭迫柏樹　2006年）
- 『杭迫柏樹　ふるさとの詩』（杭迫柏樹　書　ふるさとの詩展実行委員会　2011年）
- 『書　杭迫柏樹の世界』（二冊セット　杭迫柏樹　2016年）
- 『書の一二三』目ならい編・手ならい編（杭迫柏樹　2016年）
- 『色紙　漢字かな交じり書』隆達小唄ー戦国の世のはやり歌（二玄社　2017年）